# Golobinjek ob Sotli
Golobinjek ob Sotli – wieś w Słowenii, w gminie Podčetrtek. W 2018 roku liczyła 52 mieszkańców.